# Луис (окръг, Айдахо)
Вижте пояснителната страница за други значения на Луис.
Окръг Луис (на английски: Lewis County) е окръг в щата Айдахо, Съединени американски щати. Площ 1243 km² (0,57% от площта на щата, 41-во място по големина). Население – 3887 души (2017), 0,24% от населението на щата, гъстота 3,13 души/km². Административен център град Незпърс.
Окръгът е разположен в северната част на щата. На запад и север граничи с окръг Нез Пърс, на североизток – с окръг Клиъруотър, а на югоизток и юг – с окръг Айдахо. Релефът е предимно хълмист и равнинен, като на югозапад се намира нисък планински масив с максимарна височина връх Мейсън Бът 4639 f (1413 m). От югоизток на северозапад, по границата с окръзите Айдахо и Клиъруотър, протича част от средното течение на река Клиъруотър, десен приток на Снейк).
Най-голям град в окръга е Крейгмонт 501 души (2010 г.), а административният център Незпърс е с население от 466 души (2010 г.).
През окръга от юг на север, през централната му част, на протежение от 18 мили (29 km), преминава участък от Междущатско шосе .
Окръгът е образуван на 3 март 1911 г. и е наименуван в чест на Мериуедър Луис, един от двамата ръководители на Експедицията на Луис и Кларк. С изключение на крайната южна част на окръга, останалата му територия попада в пределите на индианския резерват „Нез Пърс“.